# Pêro Viseu
Pêro Viseu' é uma povoação portuguesa sede da Freguesia de Pêro Viseu do Município do Fundão, freguesia com 19,2 km² de área e 644 habitantes (censo de 2021), tendo, por isso, uma densidade populacional de 33,5 hab./km².

## Localização e toponímia
Situada a 12 km do Fundão e a 16 km da Covilhã, na estrada que liga Penamacor, a aldeia de Pêro Viseu tem uma origem que remonta há vários séculos. O seu nome é presumivelmente uma referência a Pêro da Covilhã, também conhecido como Pêro de Viseu, que terá aqui vivido algum tempo antes de embarcar na sua viagem épica em busca das terras do lendário Preste João.

## Demografia
A população registada nos censos foi:
Nota: Nos censos de 1864 a 1900 denominava-se Pêro Viseu e Vales.
| Ano  | 0-14 Anos | 15-24 Anos | 25-64 Anos | > 65 Anos |
| 2001 | 125       | 112        | 366        | 228       |
| 2011 | 89        | 79         | 381        | 179       |
| 2021 | 74        | 61         | 336        | 173       |

## História
Acredita-se que a origem de Pêro Viseu remonte à Idade do Bronze Final (1200 a.C. a 800 a.C.) pelos vestígios de povoamento ao redor desta localidade, especialmente o Castro de Vale Feitoso. No entanto, a implantação da povoação é um tema onde a história se confunde com a lenda pois conta-se que o seu primitivo local seria o sítio da Arremacha ou de São Marcos, tendo os habitantes sido daí desalojados pour uma praga de formigas. A povoação terá então sido deslocada para o Cabeço da Malha. Certo é que no sítio indicado como o da origem de Pêro Viseu é frequente encontrarem-se restos de cerâmica de construção. 
A zona de Pêro Viseu terá sido na época romana parte integrante de uma fronteira entre civitas (capitais de região administrativa), facto que é atestado pela exist|encia de um marco territorial encontrado numa casa desta localidade e actualmente depositado no Museu José Alves Monteiro, no Fundão. Dado curioso, embora a informação constante na inscrição deste "Término Augustal" não seja posta em causa, já a antiguidade do monumento é alvo de controvérsia, havendo quem sugira que se trata de uma cópia da original feita no século XVIII
Seja como for, a sua descoberta identifica claramente a fronteira entre o território dos Igaeditani (cuja capital era a Civitas Igaeditanorum, actual Idanha-a-Velha) e dos Lancienses Oppidani (cuja capital uma hipótese mais recente situa em Centum Cellas e com território ocupando os actuais concelhos de Sabugal, Belmonte e Covilhã).   
À volta desta povoação surgem de forma evidente marcas de civilizações antigas das quais as "tumbas dos Mouros" (sepulturas cavadas na rocha) e as calçadas romanas de S. Marcos e de Vale de Feitoso são testemunhos vivos.
Sobre a ribeira da Meimoa, ergue-se a Ponte que tradicionalmente é referida como "ponte romana" que, no entanto, é o resultado de trabalhos efectuados durante o século XVII. É provável que a actual ponte tenha substituindo a primitiva ponte romana que se encontraria no mesmo local ou nas imediações. A obra datará de 1680, tendo os trabalhos sido dirigidos pelo pedreiro Lourenço Fernandes, a quem foi concedido poder para arrecadar o dinheiro para custear a obra.

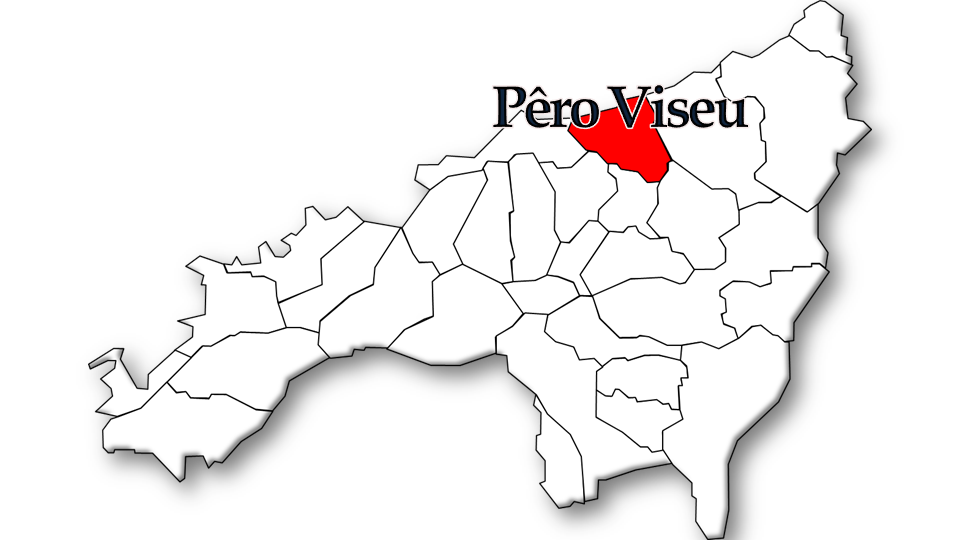
Localização da freguesia no Município do Fundão

## Património
- Igreja de Nossa Senhora da Consolação (matriz)
- Capelas de S. Romão e do Divino Espírito Santo
- Cruzeiro
- Fonte de mergulho
- Moinhos de água
- Trecho de calçada romana
- Sepulturas antropomórficas
- Cabeço da Malha
- Ponte Romana

## Instituições
- Junta de Freguesia de Pêro Viseu
- Fábrica Paroquial da Igreja de Pêro Viseu

## Associações
- Banda Filarmónica Perovisense
- Associação Desportiva Cultural e Recreativa Perovisense
- Grupo de Atletismo de Pêro Viseu
- Clube de Caça e Pesca de Pêro Viseu e Vales
- Associação Cultural de S. Bartolomeu dos Vales
- Grupo de Dança de Pêro Viseu
- Academia de Taekwondo